# Taira Shinken
Taira Shinken, eigentlich Maezato Shinken (jap. 平信賢; * 12. Juni 1898 in Nakazato auf der Insel Kumejima (Okinawa); † 1970) war der letzte große, unangefochtene Meister des Kobudō.

## Leben

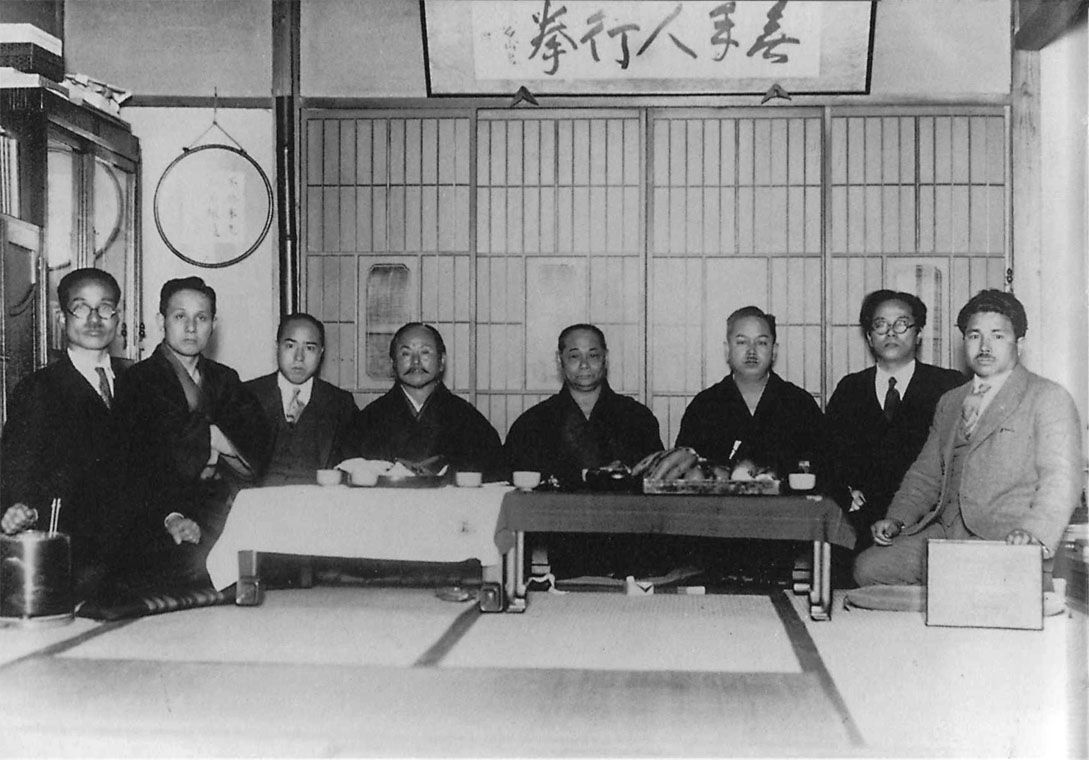
Ganz rechts Taira Shinken zwischen anderen Karatemeistern in den 1930ern

Shinken trug die alten Kata zusammen und modifizierte sie leicht, um ein einheitliches System zu schaffen. Schließlich kodifizierte er die Kobudōausbildung insgesamt. Er schuf eine eigene Synthese der Kobudō-Kampfsysteme. Taira Shinken stellt nach wie vor die große Autorität des Kobudō dar, und viele heutige Meister, okinawanische wie japanische, berufen sich auf ihn.
Taira Shinkens Rolle im Kobudō ist der Funakoshi Gichins im Karate vergleichbar, sowohl in Bezug auf ihr Wissen als auch im Hinblick darauf, was heute aus ihren Künsten geworden ist. Nach dem Tod des Meisters zerbrach die technische Einheit des Kobudō, und seither ist der Streit um die legitime Nachfolge nie wieder zur Ruhe gekommen.